# Mireille Gansel
Mireille Gansel (París, ?), és una traductora i poeta francesa.

## Vida i trajectòria
Va néixer a París, de família jueva, d’Hongria i Eslovàquia. Va estudiar història de l’art, però s’ha dedicat a la traducció i a la poesia.
En la seva trajectòria com a traductora ha traduit al francès els poemes alemanys de Bertold Brecht i de Reiner Kunze; l'obra poètica de Nelly Sachs i la correspondència d'aquesta amb Paul Celan; l'obra de poetes vietnamites, en especial de To Huu (Tố Hữu), i l'obra completa de l'antropòloga Eugenie Goldstern.
L'any 2011 va rebre el Premi Gérard de Nerval, concedit per la Société des Gens de Lettres i el Goethe Institut, per la traducció d'una obra de l'alemany al francès, amb motiu de la traducció de Reiner Kunze Un Jour sur cette terre. I l'any 2021 el PEN Català li va concedir el premi Veu Lliure.

## Obra

### Obra pròpia
- Des Nouvelles de l’homme, poèmes, Maurice Nadeau/Les Lettres nouvelles, 1975.
- Larmes de neige, Calligrammes, 2006
- Chronique de la rue Saint Paul, Calligrammes, 2010
- Traduire comme transhumer, éd. Calligrammes, 2012

### Obra traduïda al català
- Traduir com transhumar, traducció de Dolors Udina. Lleonard Muntaner, editor, Mallorca 2021, ISBN 9788417833800.
- La llàntia de l'espera (antologia poètica), traducció d'Antoni Clapés. Lleonard Muntaner, editor, Mallorca 2021, ISBN 9788418758218.

### Traduccions
- Anthologie de la RDA, Denoël, 1971
- Trésor de l’homme, (poemes i contes del Vietnam), La Farandole, 1971
- Blaga Dimitrova, L’Enfant qui venait du Vietnam, en col·laboració amb l'autora, Seuil, 1973
- Volums III i IV de la Grande anthologie de la poésie vietnamienne (Hanoï), 1973-1975
- Sang et fleurs, entretiens avec le poète To Huu, Editeurs Français réunis, 1975
- Chants-poèmes des Monts et des Eaux, anthologie des littératures orales des ethnies montagnardes du Vietnam, éd. Su-Dest-Asie/Unesco, 1985
- Nelly Sachs, Éclipse d’étoile, Verdier, 1999
- Nelly Sachs/Paul Celan, Correspondance, Belin, 1999
- Reiner Kunze, Poèmes et discours de Bad Hombourg, revista Conférence n° 9, 1999
- Écrits de Yehudi Menuhin, a Le Violon de la paix, éd. Alternatives, 2000
- Reiner Kunze, Un jour sur cette terre, Cheyne éditeur, 2001
- Nelly Sachs, Exode et métamorphose, Verdier, 2002
- Nelly Sachs, Partage-toi, nuit, 2005
- L’aimée de la rivière noire, avec le peintre Le Ba Dang, Chants-légendes du peuple Hmong, éd. Alternatives, 2006
- Eugenie Goldstern, ethnologue de l’arc alpin, œuvres complètes, éd. du Musée Dauphinois, 2007
- Reiner Kunze, Nuit des tilleuls (amb Gwen Darras), Calligrammes, 2009
- Reiner Kunze, L’étang est ma table, éd. Calligrammes, 2012